# Dorfkirche Klossa
Die unter Denkmalschutz stehende Dorfkirche Klossa in Klossa wurde im 14. Jahrhundert im romanischen Stil erbaut und dem heiligen Nikolaus geweiht. Das Kirchenschiff besteht aus Raseneisenstein. Die Kirche war eine Filiale der Kirche in Löben.

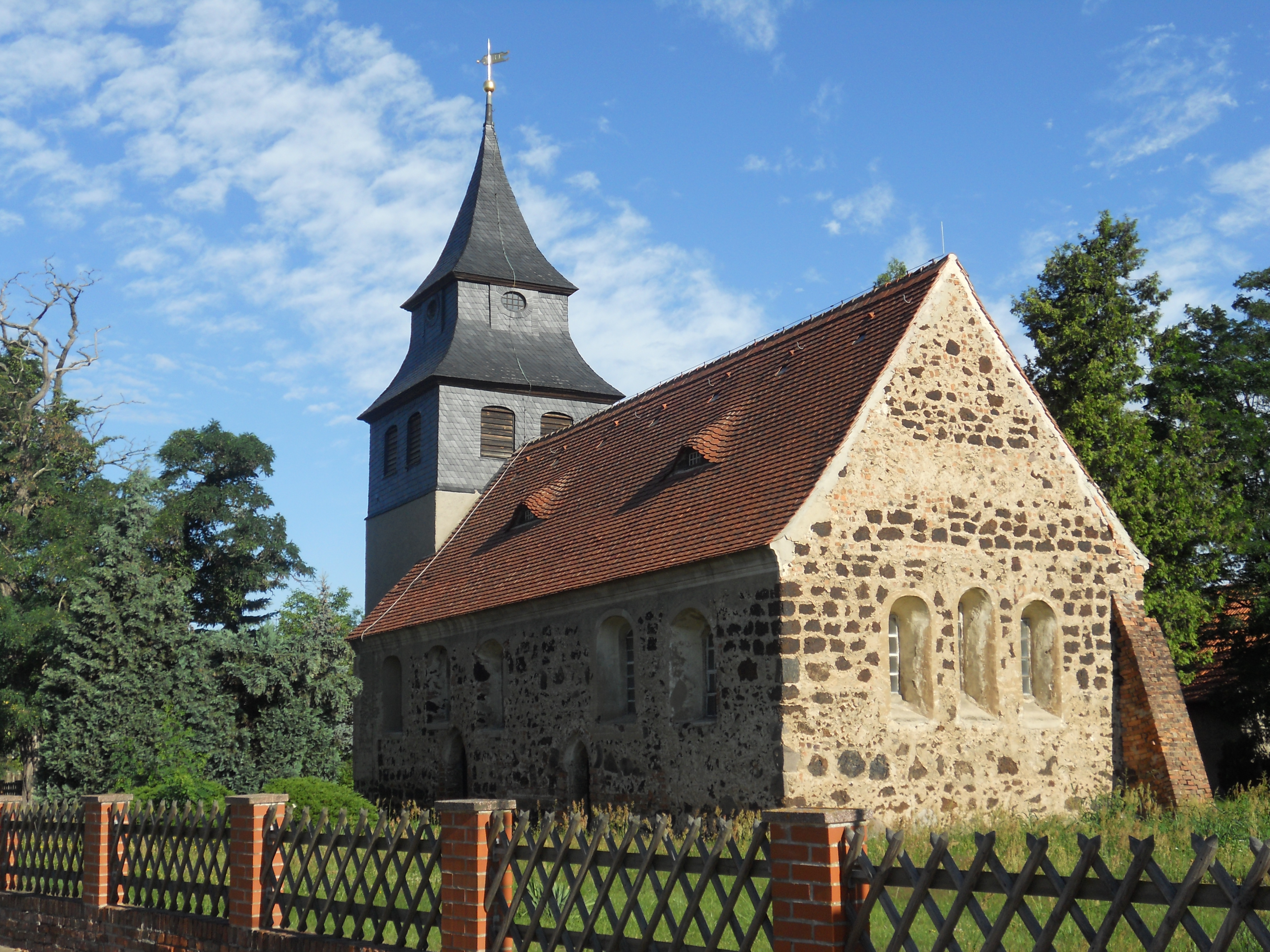
Die Dorfkirche in Klossa

## Architektur
Die kleine Saalkirche hat einen geraden Ostschluss, in dem sich drei Fensteröffnungen befinden. An der Nordseite der Kirche ist eine mittelalterliche Putzritzung erhalten. Ein ehemals an dieser Seite befindliches Fenster wurde vermauert. An der Südseite befinden sich zwei spitzbogige Pforten. Im Jahr 1714 wurden die Fenster des Bauwerks erweitert. Der Turm der Kirche besitzt einen quadratischen Grundriss sowie eine schieferbedeckte Schweifhaube. Der Neubau des Turms sowie die Verkleidung mit Schiefer erfolgten im Jahr 1910, nachdem der aus dem Jahr 1714 stammende Vorgängerbau baufällig geworden war.

## Ausstattung
Im Innenraum der Kirche befindet sich ein aus dem Mittelalter stammender Blockaltar. Der spätgotische Altaraufsatz stammt aus dem Anfang des 16. Jahrhunderts. Im Schrein des Altars ist der heilige Stephanus zwischen dem heiligen Nikolaus und Jakobus dem Älteren dargestellt. Auf den Innenseiten der Flügel befinden sich gemalte Darstellungen der Maria Magdalena und eines heiligen Bischofs. Die Werktagsseite zeigt die Steinigung des Stephanus zwischen der heiligen Apollonia auf der linken Seite, und Eugenia auf der rechten Seite. Auf der Predella befinden sich Abbildungen von Anna selbdritt und zwei Stiftern. In der Kirche befindet sich eine kelchförmige Sandsteintaufe, deren Oberteil auf das Jahr 1631 datiert wird. Die hölzerne Kanzel wurde im Jahr 1714 in Formen des Barock erneuert.